# Малгожата Голуб-Ковалик
Малгожата Голуб-Ковалик (пол. Małgorzata Hołub-Kowalik, нар. 30 жовтня 1992) — польська легкоатлетка, яка спеціалізується в спринті, учасниця Олімпійських ігор (2012, 2016), багаторазова чемпіонка та призерка світових та континентальних першостей у спринтерських (переважно, естафетних) дисциплінах.
На світовій першості-2019 здобула «срібло» в жіночій естафеті 4×400 метрів.